# Julius Heinrich von Boehn

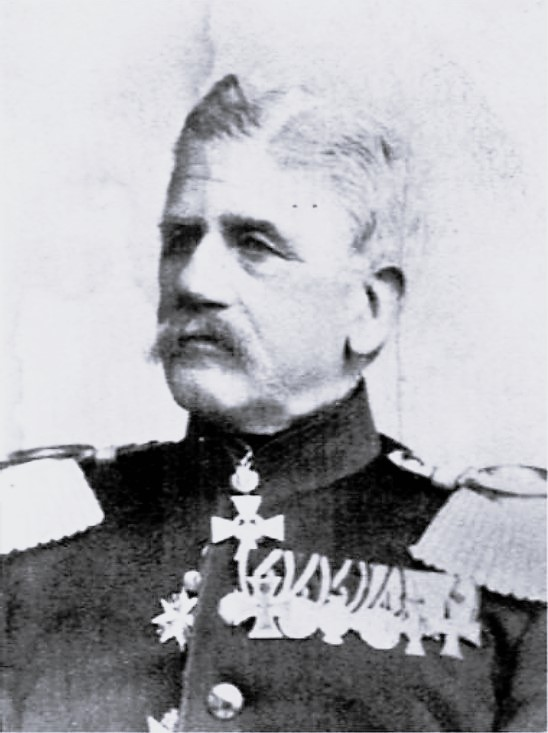
Generallieutenant Julius von Boehn

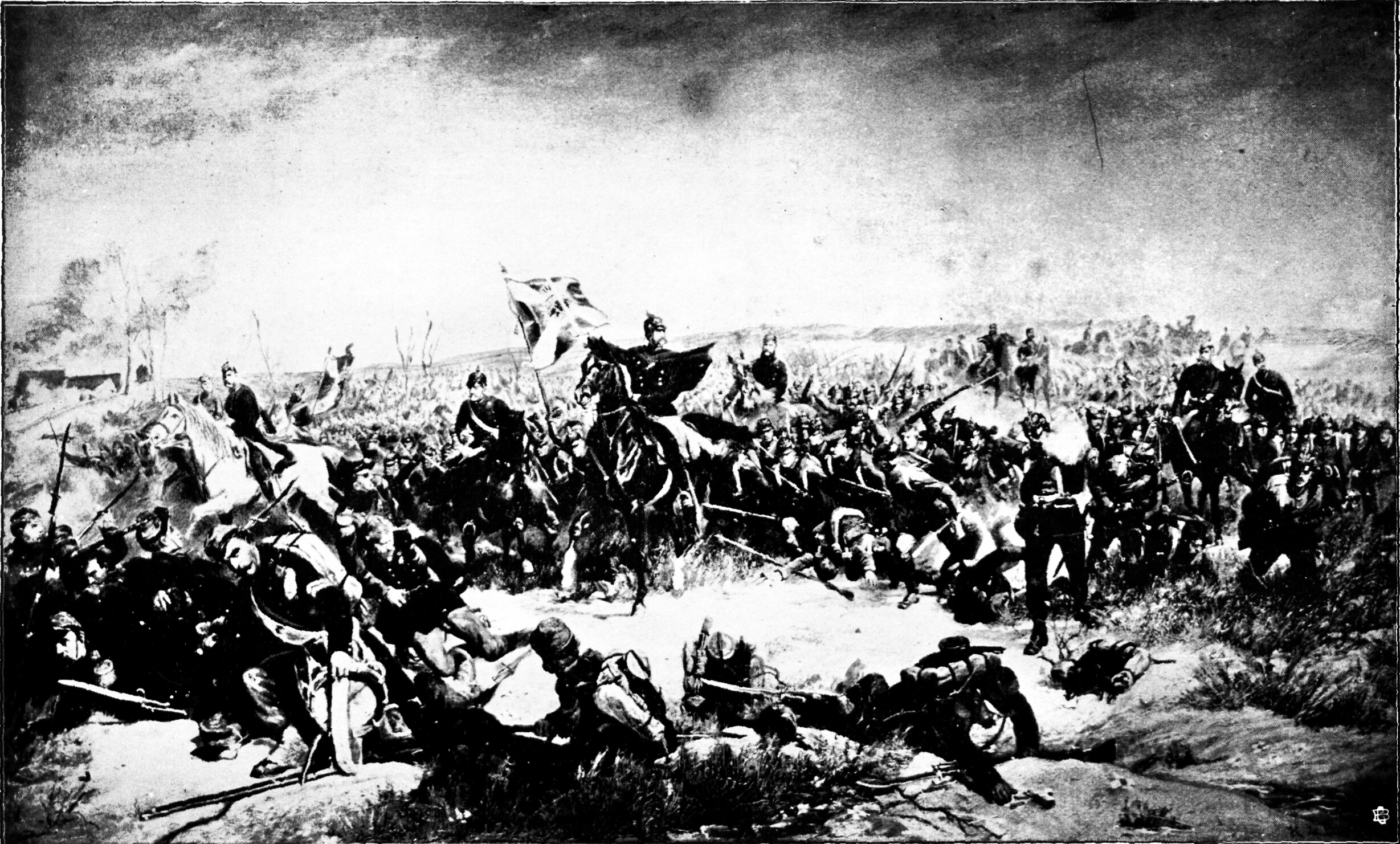
Füsilierbataillon in der Schlacht von Loigny

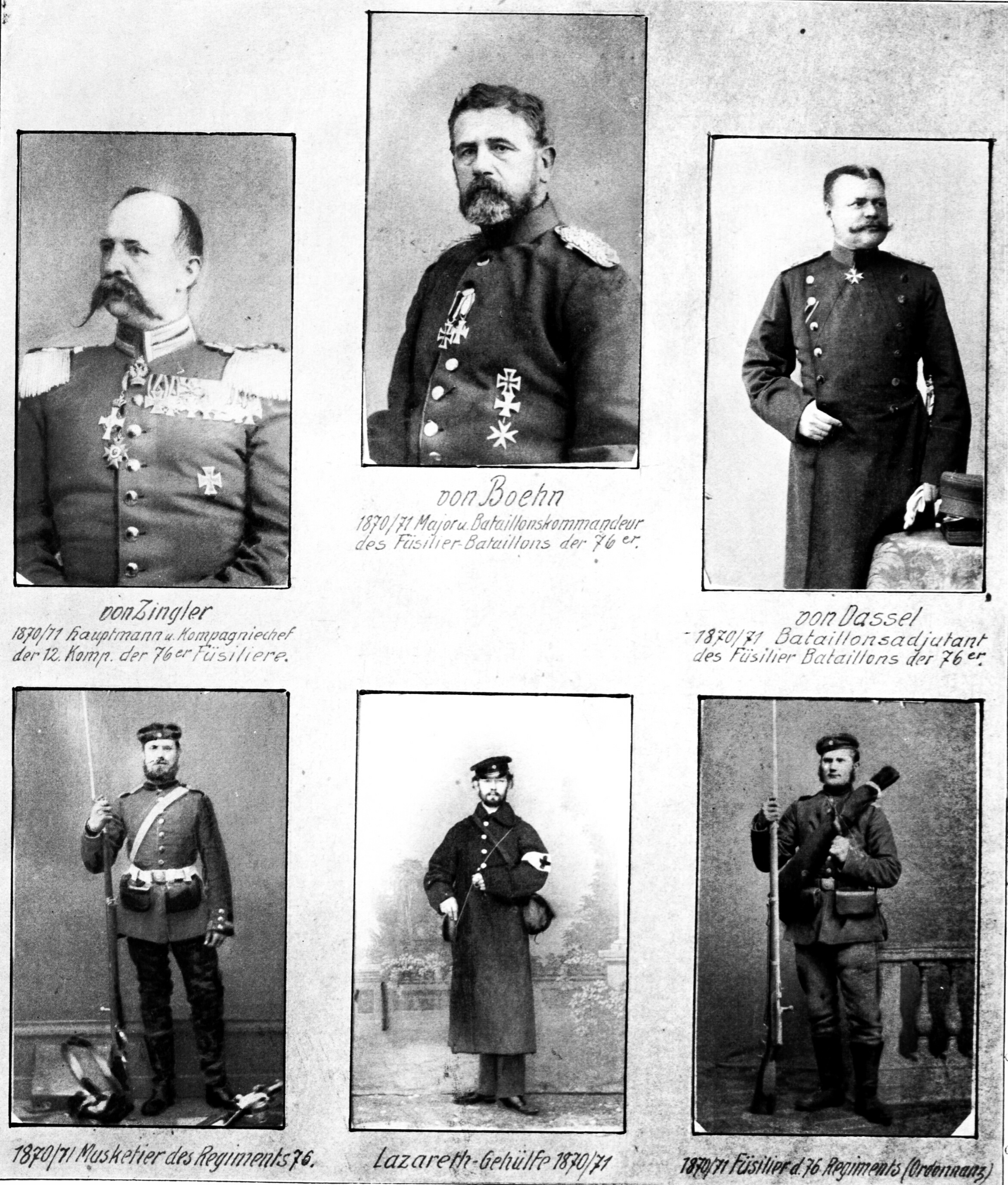
Các thành viên Tiểu đoàn Bắn súng hỏa mai của Trung đoàn Bộ binh số 76, Tư lệnh Tiểu đoàn von Boehn ở phía trên (1870/1871)

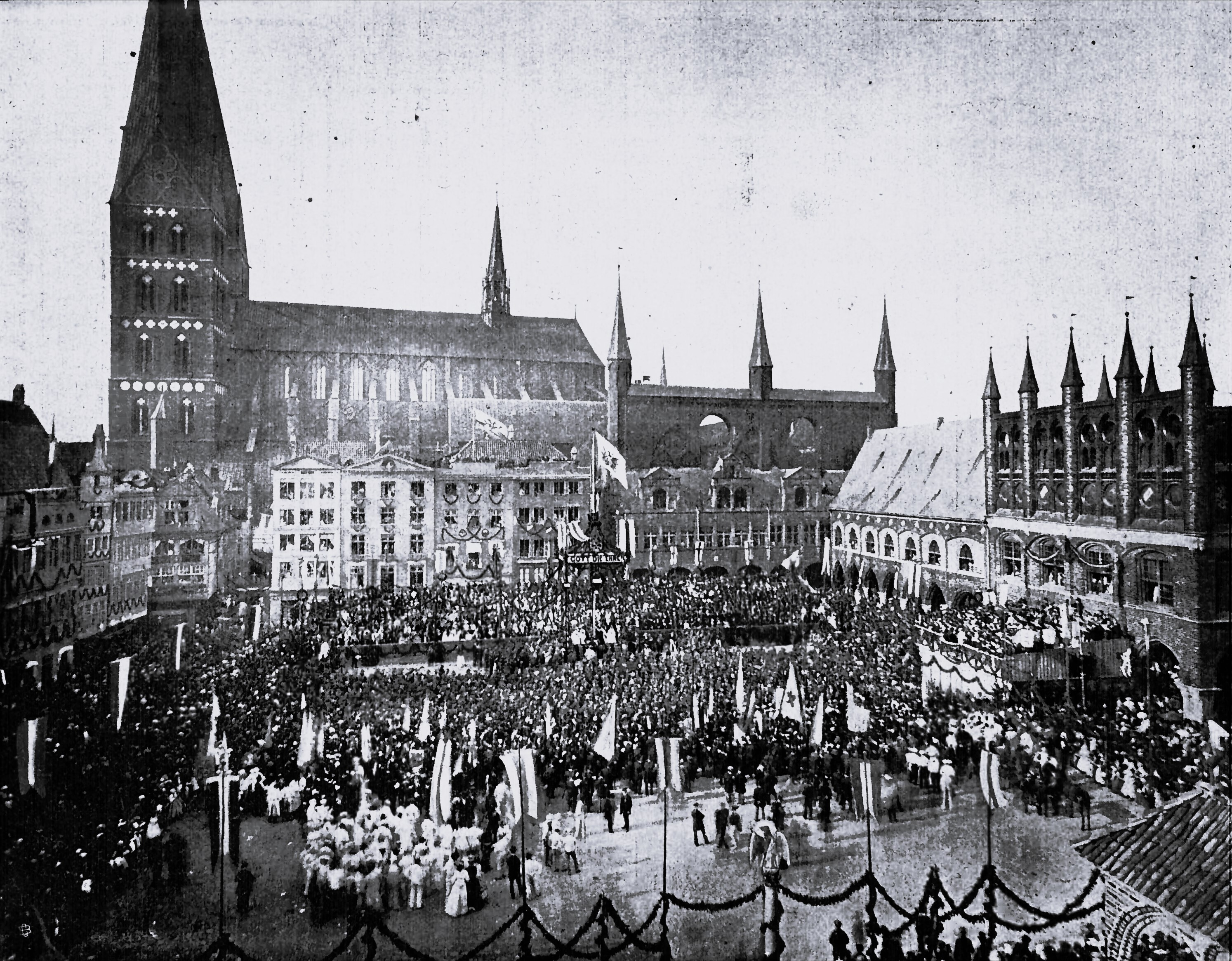
Cuộc hội quân của tiểu đoàn chiến thắng vào ngày 18 tháng 6 năm 1871

Julius Heinrich von Boehn (20 tháng 12 năm 1820 tại Klein Silkow, Kreis Stolp – 11 tháng 11 năm 1893 tại Berlin) là một tướng lĩnh quân đội Phổ – Đức.

## Tiểu sử
Ông sinh trưởng tại đền trang Klein Silkow của cha mình ở Kreis Stolp thuộc tỉnh Pommern, Phổ. Vào năm 1841, ông gia nhập lực lượng quân đội Phổ với quân hàm trung úy trong Trung đoàn Bộ binh số 21. Vào năm 1870, ông được bổ nhiệm làm chỉ huy trưởng một đại đội trong Trung đoàn Bộ binh số 61. Vào năm 1870, ông được phong quân hàm Thượng tá. Từ năm 1870 cho đến năm 1871, ông giữ chức Tư lệnh của Tiểu đoàn Bắn súng hỏa mai (III./76) (Füsilierbataillons, đóng quân tại Lübeck) và tham chiến trong cuộc Chiến tranh Pháp-Đức. Ông đã được tặng thưởng Huân chương Thập tự Sắt hạng nhì và hạng nhất. Vào năm 1871, vị Tư liệu cấp tiểu đoàn trong Trung đoàn Bộ binh số 76 (phải đến năm 1904 thì trung đoàn này mới được Đức hoàng Wilhelm II đặt tên là Hamburg trong cuộc diễu binh hàng năm của Hoàng đế - Kaisermanöver) được thăng cấp Trung đoàn trưởng. Vào năm 1877, ông được phong quân hàm Thiếu tướng, Tư lệnh của Lữ đoàn Bộ binh số 34 (Đại Công quốc Mecklenburg) tại Schwerin. Ông giữ chức vụ này được hai năm rồi giải ngũ vào năm 1879. Ông về hưu với quân hàm danh dự (Charakter) Trung tướng, rồi từ trần vào ngày 11 tháng 11 năm 1893 ở thủ đô Berlin. Tại đây, ông được mai táng ở nghĩa trang Invalidenfriedhof.
Người em trai của ông là Oktavio Philipp von Boehn (1824 – 1899) cũng gia nhập quân đội Phổ và làm đến cấp Thượng tướng Bộ binh.
Ông đã kết hôn với Josepha Cords và cuộc hôn nhân này đã mang lại cho ông hai người con trai. Cả hai đều là tướng lĩnh quân đội:
- Max von Boehn (1850 – 1921), Thượng tướng, Tư lệnh Tập đoàn quân số 7 va Cụm tập đoàn quân Boehn trong Chiến tranh thế giới thứ nhất
- Hans Matthias von Boehn (1853 – 1931), Thượng tướng Kỵ binh, trấn thủ thành phố Berlin trong Chiến tranh thế giới thứ nhất